# ITV Encore
ITV Encore是英國的一個電視頻道，專門播出英國電視劇，由獨立電視公司子公司ITV數碼頻道公司所有。該頻道在英國天空廣播旗下的頻道播出。ITV Encore自2014年6月9日開始播出。2015年1月開始，ITV Encore開始播出原創影集。ITV Encore於2018年5月1日停播。

## 外部連結
- itv.com上《ITV Encore 》的資料